# Tymen Niekel
Tymen Niekel (29 april 2004) is een Nederlandse voetballer die doorgaans als verdediger speelt.

## Clubcarrière
Niekel begon met voetballen bij SC Hercules Zaandam waarna hij de overstap maakte naar DVC Buiksloot. In 2015 ging Niekel naar voetbalclub AZ. In 2019 verruilde Niekel AZ voor de jeugdopleiding van PSV, waar hij in 2022 vertrok. Niekel sloot zich aan bij N.E.C. waar hij later terecht kwam in het Onder 21 team.
In augustus 2024 werd Niekel voor één seizoen verhuurd aan TOP Oss. Op 7 maart 2025 maakte Niekel zijn debuut in de Eerste divisie, in de thuiswedstrijd tegen FC Volendam (0–2 verlies) viel hij in de 86e minuut in voor Marcelencio Esajas. Medio 2025 ging hij naar OJC Rosmalen dat uitkomt in de Vierde divisie.

## Clubstatistieken
| Seizoen | Club      | Competitie     | Competitie | Competitie | Beker | Beker | Overig | Overig | Totaal | Totaal |
| Seizoen | Club      | Competitie     | Wed.       | Dlp.       | Wed.  | Dlp.  | Wed.   | Dlp.   | Wed.   | Dlp.   |
| ------- | --------- | -------------- | ---------- | ---------- | ----- | ----- | ------ | ------ | ------ | ------ |
| 2024/25 | → TOP Oss | Eerste divisie | 2          | 0          | 1     | 0     | 0      | 0      | 3      | 0      |
| Totaal  | Totaal    | Totaal         | 2          | 0          | 1     | 0     | 0      | 0      | 3      | 0      |

Bijgewerkt t/m 30 april 2025.

## Interlandcarrière
In 2018 werd Niekel opgeroepen voor de interlands van het Nederlands elftal –14. Op 1 februari 2019 debuuteerde Niekel in het Nederlands elftal –15, in de wedstrijd tegen de leeftijdsgenoten van Ierland, en stond hij stand-by voor trainingen van Nederland –16.